# Sport en Guinée
 (novembre 2017).
Si vous disposez d'ouvrages ou d'articles de référence ou si vous connaissez des sites web de qualité traitant du thème abordé ici, merci de compléter l'article en donnant les références utiles à sa vérifiabilité et en les liant à la section « Notes et références ».
 (novembre 2017).
Le sport en Guinée a été dominé par le football dans la seconde moitié du XXe siècle. Les autres activités sportives sont moins populaires sont le basket-ball, le cyclisme, le handball, la natation, badminton, squash, gymnastique, judo, karaté etc.
La Guinée n'a pas gagné de médaille d'or aux jeux olympiques mais 2 médaille d'argent et une médaille de bronze.Le pays n'a jamais participé aux Jeux olympiques d'hiver.